# Свети Георги (Сапарева баня)
Вижте пояснителната страница за други значения на Свети Георги.
Храмът „Св. Вмчк. Георги Победоносец“ е възрожденска българска църква в град Сапарева баня, област Кюстендил. Църквата се намира в квартал Гюргево – бивше село, присъединено към Сапарева баня през 1955 г.

## История и архитектура
Построена е през 1840 година в Мацакурово, днешният квартал Гюргево на град Сапарева Баня. Вкопана е в земята на дълбочина 1,1 м, каквито са били повечето църкви по време на османското владичество. За да не личи от пръв поглед, че е християнски храм, от източната ѝ страна апсидата не се издава навън. Отвън цялата църква е измазана. От западната страна е пристроен открит притвор. На фронтона на западната страна се чете: „1840 светого Великомученика Георгия, майстор Цветко от Жаблер, Радомирско“.
Църквата е уникална за българските земи по своята вътрешна дървена архитектура. Каменните кораби са засводени с дъски, колоните са дървени, а подът е бил постлан с тухли. Всички дървени части, колони, капители, надлъжни и напречни греди са детайлирани и представляват ценен образец на възрожденското резбарското изкуство. Великолепният дърворезбен иконостас е една от първите работи на местния резбар Коте Гювийски (1820 - 1910). Олтарните икони в него се отличават с изискано изграждане на формата и колорит. Сред тях присъства иконата на св. св. Петър и Павел, датирана към 1839 г. Всички стени в наоса и източната стена в притвора са изографисани. 
Църквата е изографисана от живописеца Милош Яковлев, родом от някога българско село Галичник (област Река, Западна Македония). Той е представител на видния зографски род Минови към Дебърската художествена школа. Същият зограф е автор и на стенописите в две черкви, посветени на Св. Никола - в с. Червен брег и с. Тополница,  Дупнишко.
В архитектурно отношение църквата представлява трикорабна базилика с открит притвор (нартика) от запад и вградена в източната стена апсида, чийто обем не се забелязва отвън. Сградата е полувкопана в земята, съобразно изискванията на османската власт – християнският храм да не е по висок от феса на мюсюлманин, яхнал кон. Градежът е масивен, с камъни, споени с хоросан. Цялата фасада е измазана, а покривът е двускатен, покрит с керемиди. Храмът има два входа – от запад (главният) и от южната страна.
Отвътре и трита кораба са засводени с дървена ламперия, а колоните, които разделят централния от страничните кораби, са дървени. От западната страна на наоса има дървен балкон (емпория), който е служел за женско отделение и място за църковния хор.
Още с влизането в храма вниманието ни се спира на стенописите в откритата нартика, които включват изображение на св. вмчк. Георги, убиващ ламята (в патронната ниша над вратата), сложната композиция „Страшният съд“ (вляво от входа) и девет сцени от житието на светеца. Под тези сцени, според канона, са представени композиции с битово нравоучителни сюжети: „грешно изповедание“, „при врачката“, „крадците на овци и кози“ и т.н.
Преди години, по препоръка на НИПК (Национален институт по паметници на културата) и под ръководството на проф. Григор Григоров, е започната реставрация и консервация на стенописите.
Не се знае кой е бил първият свещеник на черквата „Св. Вмчк. Георги Победоносец“, но са известни следните свещенослужители, служили през годините в храма: о.Стоян Попмихайлов, о.Христо Алексов, о.Георги Терзиев, о.Костадин Лазаров, о.Никола Поппетров, о.Петър Христов, о.Михал Хр. Коларов, о.Христо Младжов (брат на възобновителя на Сапаревобанския манастир,Теодосий Младжов), о.Георги Попстоянов (1934-1990/1), о.Иван Вельов (1991-1995), о.Димитър Недялков (1995-2022) и о.Георги Граховски (2022-?).
- Стенописи
- Светите Константин и Елена
- Свети Харалампий
- Свети Стилиан
- Страшният съд
- Детайл от Страшния съд
- Нравоучителни сцени
- Нравоучителни сцени
- Сцени от житието на Свети Георги